# タインハ県

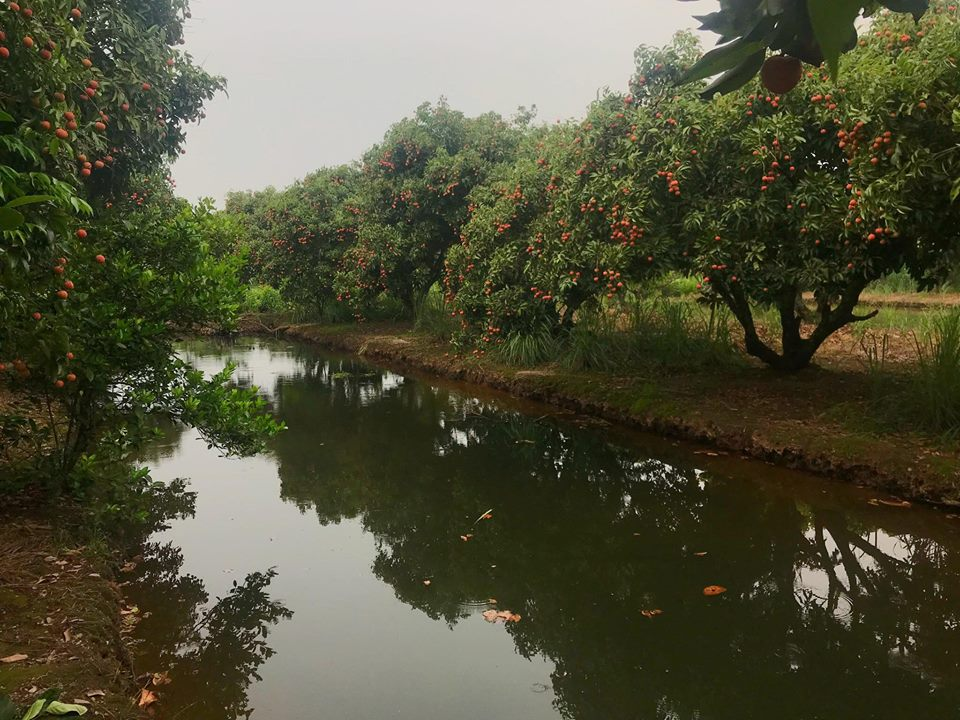

タインハ県（タインハけん、タンハー県、ベトナム語：Huyện Thanh Hà / 縣青河?）は、ベトナム社会主義共和国ハイズオン省の県である。面積は140.70 km²、人口は136,858人（2018年）である。